# 陳嘉俊 (演員)
陳嘉俊（英語：Peter Chan，1997年11月20日—），是香港無綫電視男藝員，2019年無綫電視藝員訓練班學員，畢業後加入無綫電視，現為無綫電視經理人合約藝人。
陳嘉俊興趣什廣，戲劇、當主持、唱歌、籃球、結他、配音、默劇、Beat Box、魔術以及舞台魔術效果設計。

## 演出

### 電視劇（無綫電視）
未播放/拍攝中
- 非份之罪
- 武林

已播放
- 2022年：《回歸》
- 2022年：《輕·功》
- 2022年起：《愛·回家之開心速遞》
- 2023年：《破毒強人》
- 2023年：《靈戲逼人》
- 2023年：《你好，我的大夫》
- 2024年：《反黑英雄》
- 2025年：《刑偵12》

## 外部連結
- 陳嘉俊的Instagram帳戶